# Phare de Lecce
Le phare de Lecce ou phare de la pointe San Cataldo de Lecce (en italien : Faro di Punta San Cataldo di Lecce) est un phare situé à l'est de la plage de Punta San Cataldo di Lecce sur la péninsule de Salento à 12 km de Lecce, dans la région des Pouilles en Italie. Il est géré par la Marina Militare.

## Histoire
Le premier projet de construction d'un phare a été signé le 25 février 1865 et un éclairage provisoire a été installé sur un immeuble appartenant à la municipalité. En février 1893, la conception finale est approuvée et, le 31 décembre 1895, la construction de la maison du gardien et du phare est achevée et il est mis définitivement en activité en 1897. Relié au réseau électrique, il est automatisé.

## Description
Le phare  est une tour octogonale en pierre de 23 m de haut, avec galerie et lanterne, surmontant une maison circulaire de gardien d'un étage. Le phare est en pierre blanche non peinte en blanc et le dôme de la lanterne est gris métallique. Il émet, à une hauteur focale de 25 m, un long long éclat blanc de 2 secondes toutes les 5 secondes. Sa portée est de 16 milles nautiques (environ 30 km) pour le feu principal et 12 milles nautiques (environ 22 km) pour le feu de veille.
Identifiant : ARLHS : ITA-142 ; EF-3612 - Amirauté : E2192 - NGA : 10808 .

## Caractéristiques dufeu maritime
Fréquence : 5 s (W)
- Lumière : 2 secondes
- Obscurité : 3 secondes

|          |
| Le phare |

### Lien connexe
- Liste des phares de l'Italie